# كاس هالي
كاس هالي (بالإنجليزية: Cas Haley)‏ هو مغني وعازف قيثارة وموسيقي أمريكي، ولد في 27 ديسمبر 1980 في باريس في الولايات المتحدة.

## وصلات خارجية
- الموقع الرسمي
- كاس هالي على موقع IMDb (الإنجليزية)
- كاس هالي على موقع ميوزك برينز (الإنجليزية)
- كاس هالي على موقع ديسكوغز (الإنجليزية)